# Naim Frashëri
Naim Frashëri (Frashër, Albania, 25 de mayo de 1846 - Kızıltoprak, Kadıköy, Turquía, 20 de octubre de 1900) fue un poeta romántico albanés, figura prominente en el Rilindja Kombëtare, el renacimiento nacional albanés, junto con sus dos hermanos Sami y Abdyl. 

## Biografía
Su padre fue un Bey empobrecido de Frashër, en el Distrito de Përmet. Naim estudió en el instituto en lengua griega "Zosimea" de Ioannina. Acabó siendo oficial otomano en Sarandë (Berat) y en Ioannina. En 1882, Frashëri fue el responsable del departamento censal en Estambul. 
Tomó parte en el movimiento de liberación del pueblo albanés, y a menudo tuvo que firmar sus escritos utilizando sus iniciales, pues si no se habría puesto en peligro ante los oficiales otomanos. Sus obras tuvieron que ser pasadas de contrabando a Albania.
Tradujo diversas fábulas de Jean de la Fontaine y la Ilíada de Homero, además de escribir artículos sobre didáctica y práctica islámica.
A través de sus escritos, Frashëri ejerció una fuerte influencia sobre la literatura y la sociedad albanesa posterior. El estado independiente albanés creó una orden del mérito que lleva su nombre, entregada, entre otros, a la Madre Teresa de Calcuta.

## Obra e influencia

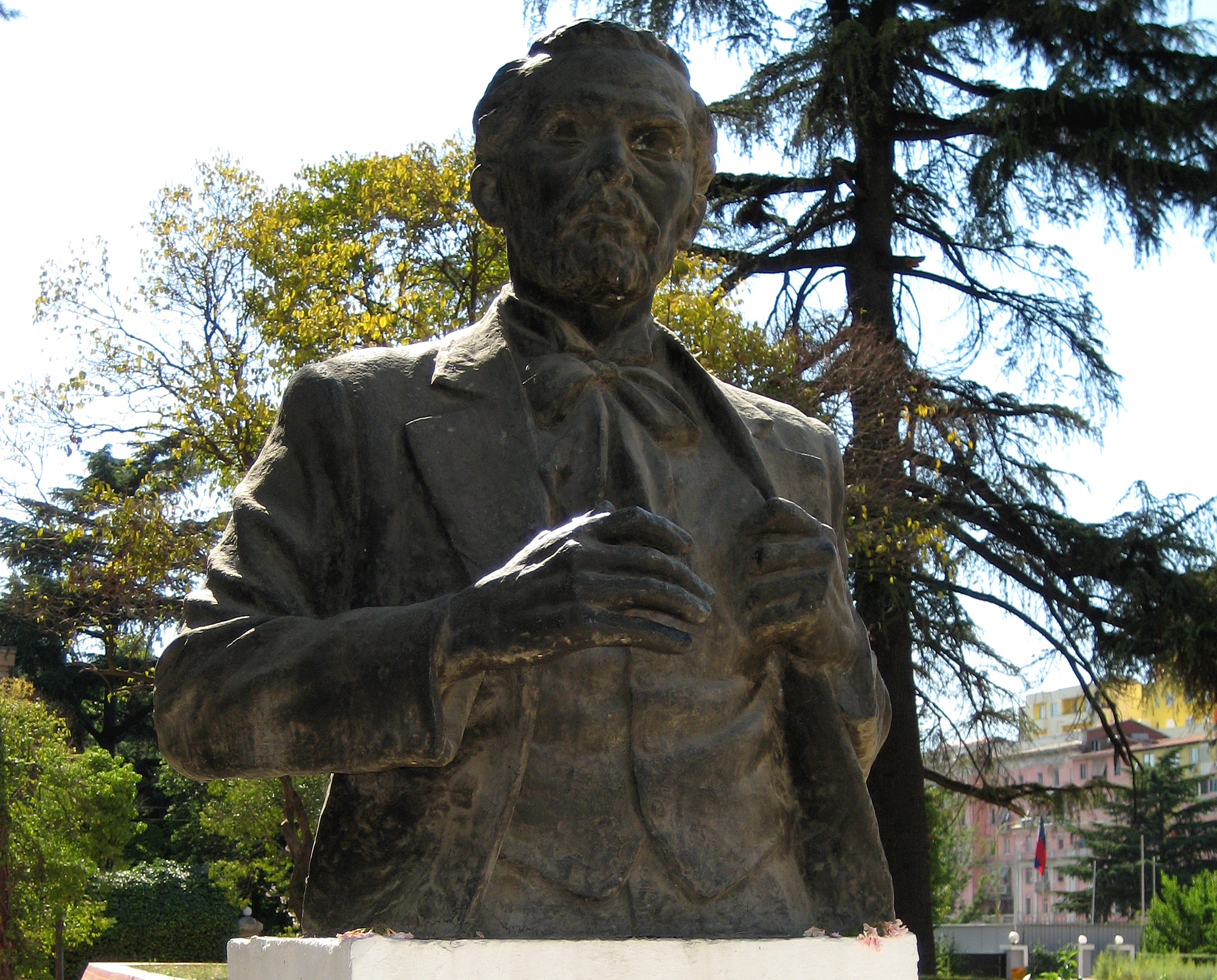
Naim Frashëri

Muy pronto comenzó a escribir poesía. Los primeros poemas que Frashëri escribió fueron en lengua persa. En total creó veintidós obras de importancia: cuatro en turco, una en persa, dos en griego y quince en albanés. Los poemas patrióticos y los más populares estuvieron inicialmente influidos por la literatura persa; más tarde, por la francesa. También tradujo varias fábulas de Jean de La Fontaine.
Su poema Bagëti e bujqësia describe las actividades del pastor y el labrador, junto con sus reflexiones personales sobre la belleza de los paisajes albaneses y expresiones de añoranza por su tierra natal. El poema épico Historia de Skanderbeg narra la vida del héroe nacional Gjergj Kastriot Skanderbeg, intercalándola con episodios imaginarios.
Naim Frashëri también tradujo la Ilíada de Homero, y escribió artículos sobre didáctica y práctica islámica.
A través de sus escritos, Frashëri ejerció una fuerte influencia sobre la sociedad y literatura albanesas posteriores. El estado albanés independiente creó una condecoración que lleva su nombre, premiando entre otras a la Madre Teresa de Calcuta; una casa editorial en Tirana fue bautizada como 'Naim Frashëri'.

### Obras
- Bagëti e bujqësia (Rebaños y labranza; Bucarest, 1886): un poema lírico patriótico
- O alithis pothos ton skipetaron (El verdadero deseo de los albaneses; 1886): un poema patriótico en griego
- Vjersha (Versos; 1886): una colección de poemas
- Lulet e verës (Flores estivales; 1890): una colección de poemas
- Mësimet (Enseñanzas; 1894): piezas didácticas
- Parajsa dhe fjala fluturake (El paraíso y palabras voladoras)
- Histori' e Skënderbeut (Historia de Skanderbeg, 1898): su principal obra, un poema épico
- Qerbeleja (Karbala, 1898): un poema sobre la creación del mundo según el islam, y la batalla de Karbala
- Fjalët e qiririt (Las palabras de la vela)
- Gjuha jonë (Nuestra lengua)
- O Eros (Oh amor) otro poema griego
- Shqipëri, o jetëgjatë (Albania, a una larga vida)
- Tehajylat (El sueño; 1885) un poema en lengua persa
- Ti, Shqipëri, më jep nder! (Tú, Albania, hónrame)
- Tradhëtorëtë (Traidores)
- Ujku dhe qëngji (El lobo y la oveja)